# Santa Cruz (Nuevo México)
Santa Cruz es un lugar designado por el censo ubicado en el condado de Santa Fe en el estado estadounidense de Nuevo México. En el Censo de 2010 tenía una población de 368 habitantes y una densidad poblacional de 289,38 personas por km².

## Geografía
Santa Cruz se encuentra ubicado en las coordenadas 35°59′29″N 106°1′54″O / 35.99139, -106.03167. Según la Oficina del Censo de los Estados Unidos, Santa Cruz tiene una superficie total de 1.27 km², de la cual 1.27 km² corresponden a tierra firme y (0%) 0 km² es agua.

## Demografía
Según el censo de 2010, había 368 personas residiendo en Santa Cruz. La densidad de población era de 289,38 hab./km². De los 368 habitantes, Santa Cruz estaba compuesto por el 85.87% blancos, el 0.82% eran afroamericanos, el 2.17% eran amerindios, el 0% eran asiáticos, el 0.27% eran isleños del Pacífico, el 6.79% eran de otras razas y el 4.08% pertenecían a dos o más razas. Del total de la población el 89.67% eran hispanos o latinos de cualquier raza.